# Molinaea tolambitou
Molinaea tolambitou är en kinesträdsväxtart som först beskrevs av Jacques Cambessèdes, och fick sitt nu gällande namn av Ludwig Radlkofer. Molinaea tolambitou ingår i släktet Molinaea och familjen kinesträdsväxter. Inga underarter finns listade i Catalogue of Life.